# Марія Белло
Марія Елена Белло (англ. Maria Elena Bello, 18 квітня 1967) — американська акторка.

## Життєпис
Народилась у Норрістауні, Пенсільванія, у сім'ї шкільної медсестри та вчителя Кеті Белло, та підрядника — Джо Белло. Її батько — італоамериканець, родом із Монтелла, Італія, а її мати — полька. Марія має двох рідних братів Кріса і Джоуі, та молодшу сестру Лізу.
Вона росла у сім'ї римо-католиків із середовища робітників. Закінчила католицьку середню школу.
Пізніше навчалась в університеті Вілланова, де вивчала політологію. Потім записалась на курси акторської майстерності, після закінчення яких, відточувала свої акторські вміння у декількох театральних постановках в Нью-Йорку.

## Кар'єра
Ранні телевізійні виступи Белло включають епізоди The Commish (1991), Due South (1994), Nowhere Man (1995), Misery Loves Company (1995) і ER (1997-98). Її прорив стався, коли її взяли на роль місіс Сміт у шпигунському серіалі «Містер і місіс Сміт», хоча шоу було скасовано через вісім тижнів. Потім вона з’явилася в трьох останніх епізодах третього сезону «Швидкої допомоги» в ролі педіатра, доктора Анни Дель Аміко, і була постійним членом акторського складу під час четвертого сезону медичної драми.
Белло перейшов до кіно, отримавши роль у фільмі «Гидкий койот» (2000). Двічі була номінована на премію «Золотий глобус»: за найкращу жіночу роль другого плану у фільмі «Кулер» (2003) і за найкращу жіночу роль у фільмі «Історія насильства» (2005). Вона зіграла в «Книжковому клубі Джейн Остін» (2007) роль Джоселін і доктора Алекса Сабіана у фільмі 2005 року «Напад на дільницю 13», ремейку оригінального фільму 1976 року, знятого Джоном Карпентером. 
У 2008 році вона зіграла головну роль у фільмі «Мумія: Гробниця імператора драконів» у ролі Евелін О'Коннелл, замінивши Рейчел Вайс. 
У грудні 2008 року Белло почала працювати над драмою для HBO. Окрім головної ролі в новому серіалі, Белло також планував стати виконавчим продюсером. 
Вона зіграла головну роль у драматичному фільмі 2009 року «Жовта хустка», який вийшов на екрани кінотеатрів 26 лютого 2010 року компанією Samuel Goldwyn Films.
У 2010 році Белло зіграв головну роль у двох епізодах серіалу «Закон і порядок: Спеціальний відділ жертв». Наступного року вона знялася в телесеріалі Головний підозрюваний, який було скасовано після 13 епізодів. 
У 2011 році вона стала членом правління CQ Matrix Company, компанії, створеної її тодішньою партнеркою Клер Манн, щоб допомогти клієнтам досягти «трансформаційного життя та сили інтелектуального обміну», покращуючи їхній комунікаційний коефіцієнт. 
У 2014 році вона зіграла разом з Френком Грілло в трилері Джеймса Вана «Демонічний».
Белло почала продюсувати короткометражні фільми у 2010 році. 
У 2022 році вона була продюсером фільму «Жінка-король».

## Особисте життя
У Белло є син Джексон (род. 2001) від продюсера Дена Макдермотта. У листопаді 2013 року Белло здійснила камінг-аут, розповівши про свої лесбійські стосунки з продюсеркою Клер Манн. Вони розсталися у 2016 році.
У лютому 2020 року, відвідуючи 92-шу церемонію вручення премії «Оскар» у своїй першій публічній появі як пара, Белло оголосила, що вона та шеф-кухар Домінік Кренн заручилися 29 грудня 2019 року під час відпочинку в Парижі, Франція. Вони одружилися на церемонії в Мексиці 12 травня 2024 року.

## Благодійність
Белло брала участь у кількох благодійних справах. Після землетрусу на Гаїті 2010 року Белло заснувала організацію WE ADVANCE разом з Аледою Фрішман, Барбарою Гійом і Елісон Томпсон. Організація заохочує гаїтянських жінок до співпраці, щоб зробити охорону здоров’я пріоритетом і покласти край домашньому насильству в їхніх громадах. Станом на 2011 рік організація базується в медичній клініці та громадському центрі в Сіті-Солей. Белло очолювала зусилля зі збору коштів у Філадельфії та зробила пожертву на допомогу постраждалим від землетрусу Тохоку та цунамі в Японії 2011 року. Вона також є членом правління Darfur Women Action Group, неурядової організації, яка веде активну діяльність від імені жертв геноциду під час конфлікту в Дарфурі.

## Фільмографія

### Фільми
| Рік  |   | Українська назва                   | Оригінальна назва                     | Роль                                            |
| ---- | - | ---------------------------------- | ------------------------------------- | ----------------------------------------------- |
| 1992 | ф |                                    | Maintenance                           | Едді                                            |
| 1998 | ф | Вічна північ                       | Permanent Midnight                    | Кітті                                           |
| 1999 | ф | Розплата                           | Payback                               | Розі                                            |
| 2000 | ф | Бар «Бридкий койот»                | Coyote Ugly                           | Ліл                                             |
| 2000 | ф |                                    | Duets                                 | Сюзі Луміс                                      |
| 2001 | ф |                                    | China: The Panda Adventure            | Рут Харкнесс                                    |
| 2001 | ф |                                    | Sam the Man                           | Анастасія Павелл                                |
| 2002 | ф |                                    | Auto Focus                            | Патрісія Олсон / Патрісія Крейн / Сігрід Валдіс |
| 2002 | ф |                                    | 100 Mile Rule                         | Моніка                                          |
| 2003 | ф |                                    | The Cooler                            | Наталі                                          |
| 2004 | ф |                                    | Silver City                           | Нора                                            |
| 2004 | ф | Таємне вікно                       | Secret Window                         | Емі Рейні                                       |
| 2005 | ф | Напад на 13-ту дільницю            | Assault on Precinct 13                | Алекс Себіен                                    |
| 2005 | ф | Виправдана жорстокість             | A History of Violence                 | Іді Столл                                       |
| 2005 | ф |                                    | The Dark                              | Адель                                           |
| 2006 | ф | Дякую вам за паління               | Thank You for Smoking                 | Поллі Бейлі                                     |
| 2006 | ф |                                    | The Sisters                           | Марсія Пріор Гласс                              |
| 2006 | ф |                                    | Flicka                                | Нелл                                            |
| 2006 | ф | Всесвітній торговий центр          | World Trade Center                    | Донна                                           |
| 2007 | ф |                                    | Nothing is Private                    | Ґейл                                            |
| 2007 | ф |                                    | The Jane Austen Book Club             | Джоселін                                        |
| 2007 | ф | Викуп                              | Butterfly on a Wheel                  | Еббі Ренделл                                    |
| 2008 | ф |                                    | The Yellow Handkerchief               | Мей                                             |
| 2008 | ф |                                    | Downloading Nancy                     | Ненсі                                           |
| 2008 | ф | Мумія: Гробниця імператора-дракона | The Mummy: Tomb of the Dragon Emperor | Іві О’Коннел                                    |
| 2009 | ф | Приватне життя Піппи Лі            | The Private Lives of Pippa Lee        | Сакі Саркіссян                                  |
| 2010 | ф | У компанії чоловіків               | The Company Men                       | Саллі Уілкокс                                   |
| 2010 | ф | Однокласники                       | Grown Ups                             | Саллі Ламонсофф                                 |
| 2010 | ф | Хороший хлопчик                    | Beautiful Boy                         | Кейт                                            |
| 2011 | ф | Погоня                             | Abduction                             | Мара                                            |
| 2013 | ф | Однокласники 2                     | Grown Ups 2                           | Саллі Ламонсофф                                 |
| 2013 | ф | Полонянки                          | Prisoners                             | Ґрейс Довер                                     |
| 2013 | ф | Третя персона                      | Third Person                          | Тереза                                          |
| 2015 | ф | МакФарланд                         | McFarland, USA                        | Шеріл Вайт                                      |
| 2015 | ф | Демонічний                         | Demonic                               | доктор Елізабет Кляйн                           |
| 2015 | ф | Брейвтаун                          | Bravetown                             | Марта                                           |
| 2016 | ф | П'ята хвиля                        | The 5th Wave                          | сержант Резник                                  |
| 2016 | ф | Не вимикай світло                  | Lights Out                            | Софі                                            |
| 2016 | ф | Макс Стіл                          | Max Steel                             | Моллі МакГрат                                   |
| 2017 | ф | У пошуках Фелліні                  | In Search of Fellini                  | Клер                                            |
| 2018 | ф | Кожен день                         | Every Day                             | Ліндсі                                          |
| 2018 | ф | Краще починай бігати               | Better Start Running                  | агент Макфадден                                 |
| 2018 | ф | Гігантські маленькі                | Giant Little Ones                     | Карлі Вінтер                                    |
| 2020 | ф | Водяна людина                      | The Water Man                         | шериф Гудвін                                    |

### Телебачення
| Рік       |    | Українська назва                    | Оригінальна назва                 | Роль                                       |
| --------- | -- | ----------------------------------- | --------------------------------- | ------------------------------------------ |
| 1995      | с  |                                     | Misery Loves Company              | студентка (Епізод: "That Book by Nabokov") |
| 1995      | с  |                                     | Nowhere Man                       | Емілі Нунан (Епізод: "The Enemy Within")   |
| 1996      | с  |                                     | Due South                         | Маккензі Кінг (Епізод: "One Good Man")     |
| 1996—1997 | с  |                                     | Mr. & Mrs. Smith                  | місіс Сміт (13 епізодів)                   |
| 1997—1998 | с  | Швидка допомога                     | ER                                | Анна Дель Аміко (25 епізодів)              |
| 2010      | с  | Закон і порядок: Спеціальний корпус | Law & Order: Special Victims Unit | Вівіан Арлісс (2 епізоди)                  |
| 2011—2012 | с  | Головний підозрюваний               | Prime Suspect                     | Джейн Тімоні (13 епізодів)                 |
| 2013—2014 | с  | Контакт                             | Touch                             | Люсі Роббінс (13 епізодів)                 |
| 2014      | тф | Великий водій                       | Big Driver                        | Тесс Торн                                  |
| 2016      | с  | Голіаф                              | Goliath                           | Мішель Макбрайд (8 епізодів)               |
| 2017—2021 | с  | NCIS: Полювання на вбивць           | NCIS                              | Жаклін «Джекі» Слоан (73 епізоди)          |
| 2023      | с  |                                     | Beef                              | Джордан Форстер (Епізод: "#1.1")           |